# Октадекан
О́ктадека́н — органічна сполука класу алканів, складу C18H38.

## Будова
Теоретично можливі 60 523 структурних ізомерів з таким числом атомів вуглецю (18).
Структура н-октадекану:

## Фізичні властивості
Октадекан — безбарвна рідина або тверде тіло.
- густина 0,776 гр/см³;
- температура плавлення 28,18 °C;
- температура кипіння 317,4 °C;
- тиск насиченої пари 1 мм.рт.ст. при 129 атм.;
- молярна маса 254,49 г/моль.